# Панфилов, Александр Васильевич
Алекса́ндр Васи́льевич Панфи́лов (род. 11 октября 1960, Фрунзе, Киргизская ССР) — советский трековый велогонщик. Серебряный призёр  Летних Олимпийских игр 1980 года в гите с места на 1000 метров.